# ビッグ・ポーキー
ビッグ・ポーキー（英語: Big Pokey、1974年11月29日 - 2023年6月18日）は、アメリカ合衆国のラッパー。本名はミルトン・ジェローム・パウエル・ジュニア（Milton Jerome Powell Jr.）。テキサス州ヒューストン出身。チョップド・アンド・スクリュードに関連しており、スクリュード・アップ・クリックのメンバーの1人でもあった。

## 経歴
テキサス州ヒューストン出身。イェーツ高等学校在学中は高等学校フットボールに打ち込んでおり、ジョージ・フロイドと親交があった。ビッグ・ポヨ、ポディナなどさまざまな活動名で知られ、1990年代初頭、スクリュード・アップ・クリックのメンバーの1人としてヒューストンのラップ界隈に登場した。DJスクリューのミックステープ『ジューン・トゥエンティセブンス・フリースタイル』にフィーチャーされ、チョップド・アンド・スクリュードのアルバムとなった。1999年初頭、フルアルバム『ハーデスト・ピット・イン・ザ・リッター』でソロとしても登場し、2000年にはヒューストンで同業者を集め共同作業した、ミッドテンポの808ビートのアルバム『D-ゲーム・2000』を発表した。2001年にはレックショップ・ウルフパックとコラボした『ザ・コラボ』を発表し、2002年にはソロアルバム『ダ・スカイズ・ダ・リミット』を発表した。2004年には曲『フー・ダット・トーキン・ダウン』のクリップが『アントラージュ★オレたちのハリウッド』のパイロット・エピソードで取り上げられた。また、ポール・ウォールの2005年のシングル『シッティン・サイドウェイズ』にフィーチャーされ、Billboard Hot 100で93位となった。

## 死去
2023年6月17日、テキサス州ボーモントのバーでパフォーマンス中に心臓発作で倒れ、搬送されるも翌18日に死去した。享年48。検死の結果、アテローム性動脈硬化と高血圧性心疾患であることがわかった。

## ディスコグラフィ

### スタジオアルバム
| Year | Title                                                                | Peak chart positions   | Peak chart positions | Peak chart positions |
| Year | Title                                                                | Top R&B/Hip-Hop Albums | Independent Albums   | Heatseekers Albums   |
| ---- | -------------------------------------------------------------------- | ---------------------- | -------------------- | -------------------- |
| 1999 | Hardest Pit in the Litter - Label: Chevis Entertainment              | 72                     | —                    | 47                   |
| 2000 | D-Game 2000 - Label: Chevis Entertainment                            | 71                     | 31                   | 38                   |
| 2001 | Tha Collabo (with The Wreckshop Wolfpack) - Label: Wreckshop Records | 74                     | 21                   | 31                   |
| 2002 | Da Sky's da Limit - Label: Wreckshop Records                         | 47                     | 46                   | 46                   |
| 2008 | Evacuation Notice - Label: Koch Records                              | 75                     | —                    | —                    |
| 2021 | Sensei - Label: Mob Style Music Group, Win Or Regret, SoSouth        | —                      | —                    | —                    |

### ミックステープ
- 2003: Mob 4 Life (with Chris Ward)
- 2004: A Bad Azz Mix Tape Vol. 3
- 2004: The Best Of Big Pokey II (8ighted & Chopped)
- 2005: Since The Grey Tapes Vol. 3 (with Lil' Keke)
- 2007: On Another Note
- 2008: Keep On Stackin, Vol. 3: Smoked Out... Beatin!!! (with Lil C)
- 2008: Screwed Up Gorillaz (with E.S.G.)
- 2010: Warning Shot